# زورخانه شاهوردی
زورخانه شاهوردی مربوط به دوره پهلوی دوم است و در قزوین، خیابان امام خمینی، بازار قزوین، انتهای بازار علافها، راسته آهنگرها واقع شده و این اثر در تاریخ ۲۲ آبان ۱۳۸۶ با شمارهٔ ثبت ۱۹۹۹۹ به‌عنوان یکی از آثار ملی ایران به ثبت رسیده است.